# Do That to Me One More Time
Do That to Me One More Time is een nummer van het Amerikaanse muziekduo Captain & Tennille uit 1980. Het is de eerste single van hun vijfde studioalbum Make Your Move.
Het nummer gaat over het verlangen van een vrouw naar meer liefde en genegenheid van haar partner. De tekst suggereert dat ze verliefd is op een man die haar het gevoel kan geven dat ze speciaal en geliefd is als geen ander. "Do That to Me One More Time" werd in diverse landen een grote hit. De ballad was goed voor een nummer 1-positie in zowel de Amerikaanse Billboard Hot 100 als de Nederlandse Top 40 en de Vlaamse Radio 2 Top 30.

## Tracklijst
- 7"

1. "Do That to Me One More Time" - 3:45
2. "Deep in the Dark" - 5:25

## NPO Radio 2 Top 2000
| Nummer met noteringen in de NPO Radio 2 Top 2000 | '99  | '00 | '01  |
| ------------------------------------------------ | ---- | --- | ---- |
| Do That to Me One More Time                      | 1556 | -   | 1919 |

1. ↑  Een '-' betekent dat het nummer niet was genoteerd en een vetgedrukt getal geeft de hoogste notering aan.
2. ↑  Deze tabel is bijgewerkt tot en met de laatste editie (2024).